# 華登站
華登站是一座多倫多地鐵布魯亞－丹佛線車站，坐落加拿大安大略省多倫多士嘉堡華登路（Warden Avenue）和聖卡拉東路（St. Clair Avenue East）交界處的東南角，於1968年5月10日啟用後成為該線的東端終點站，直至該線於1980年往東北延長至堅尼地站為止。
下列由多倫多公車局營運的巴士線駛經窩頓站：
- 9號貝拉美巴士線（Bellamy）
- 16號麥高雲巴士線（McCowan）
- 17號貝治芒巴士線（Birchmount）
- 68號華登巴士線（Warden）
- 69號南華登巴士線（Warden South）
- 70號奧干拿巴士線（O'Connor）
- 102號萬錦道巴士線（Markham Road）
- 135號芝蘭巴士線（Gerrard）

## 外部連結
- 维基共享资源上的相關多媒體資源：華登站
- （英文）TTC Warden Station （页面存档备份，存于）－多倫多公車局網站 華登站頁面